# Carducci (cràter)
Carducci és un cràter d'impacte en el planeta Mercuri de 108,19 km de diàmetre. Porta el nom del poeta italià Giosuè Carducci (1835-1907), i el seu nom va ser aprovat per la Unió Astronòmica Internacional el 1976.